# Le Hamel, Oise
Le Hamel är en kommun i departementet Oise i regionen Hauts-de-France i norra Frankrike. Kommunen ligger i kantonen Grandvilliers som tillhör arrondissementet Beauvais. År 2022 hade Le Hamel 185 invånare.

## Befolkningsutveckling
Antalet invånare i kommunen Le Hamel
| Referens: INSEE |